# 5월 28일
5월 28일은 그레고리력으로 148번째(윤년일 경우 149번째) 날에 해당한다.

## 사건
- 1304년 - 고려 충렬왕 때 한국 최초의 장학기금 섬학전(贍學錢)을 안향이 국학(國學)에 설치하자고 건의하다.
- 1460년 - 조선 세조 때 예조에서 《훈민정음》·《동국정운》·《홍무정운》을 문과 초장(文科初場)에서 강할 것 등을 아뢰다.
- 1830년 - 앤드루 잭슨 미국 대통령이 인디언 이주법에 서명하다.
- 1880년 - 조선, 제2차 수신사의 김홍집 일행이 서울에서 출발하다.
- 1901년 - 대한제국의 제주도에서 이재수의 난 발생하다.
- 1905년 - 러일 전쟁: 쓰시마 해전에서 도고 헤이하치로가 지휘하는 일본 제국 해군의 연합함대가 러시아 제국의 발트 함대를 격파하다.
- 1936년 - 일제강점기, 미나미 지로가 조선총독에 취임했다.
- 1942년 - 일제강점기, 미나미 지로가 조선총독에서 물러났다.
- 1945년 - 나치 독일이 멸망했다
- 1964년 - 팔레스타인 해방기구가 창설되다.
- 1989년 - 대한민국의 교원이 구성원인 전국교직원노동조합이 창립되다.
- 1993년 - 모나코와 에리트레아가 유엔에 가입하다.
- 1995년 - 러시아 사할린섬에서 대지진이 발생하다.
- 1998년 - 파키스탄이 핵실험을 실시했다.
- 2004년 - 이라크 정부의 임시 총리에 이야드 알라위가 선출되다.
- 2005년 - 1867년에 세워진 독일의 필름 회사 아그파(AGFA)가 파산을 선언하다.
- 2006년 - 자와섬에 지진이 일어났다.
- 2008년 -
  - 네팔 제헌의회의 결정에 따라 네팔의 정치체제가 약 240년 동안 이어졌던 왕정에서 공화정으로 변경되었다.
  - 아일랜드 더블린에서 개최된 집속탄 금지 국제회의에서 111개국이 집속탄 사용을 금지하는 내용의 협정에 합의하였다.
- 2011년 - 몰타에서 이혼을 합법화할 것인지에 대한 국민 투표에서 52.7%의 찬성으로 이혼이 합법화되었다.
- 2012년 - 영국 출신의 노동운동가 가이 라이더가 국제 노동 기구의 신임 사무총장으로 선출되다.
- 2013년 - 튀르키예에서 탁심 게지 공원 시위가 일어났다.
- 2014년 - 장성 요양병원 화재가 발생했다.
- 2016년 - 서울 지하철 2호선 구의역에서 구의역 스크린도어 사망 사고가 발생해 1명이 사망했다.

## 문화
- 1950년 - 대한민국 최초의 민간방송 한국 기독교 연합회 방송국이 개국 허가를 받다. 실제 첫 방송은 1954년 12월 15일에 송출했다.
- 1980년 - 장훈, 일본 프로 야구 첫 3천 안타를 기록하다.
- 1988년 - 대한민국, 민주사회를 위한 변호사모임이 창립되다.
- 2002년 - 동아시아 축구 연맹(EAFF)이 설립되다. EAFF는 아시아 축구 연맹(AFC) 소속 5개 지역 연맹 중 하나이다.
- 2022년 - 
  - 대한민국의 박찬욱이 2022년 칸 영화제 감독상을 수상하다.
  - 대한민국의 송강호가 2022년 칸 영화제 남자배우상을 수상하다.
  - 대한민국 수도권 전철의 신분당선 강남역 ~ 신사역 구간을 개통하다.
  - 대한민국 서울 경전철의 신림선을 개통하다.

## 탄생
- 1425년 - 조선의 왕자이며 세종의 5남이자 적5남 광평대군. (~1445년)
- 1660년 - 영국의 국왕 조지 1세. (~1727년)
- 1764년 - 미국의 상원의원, 11대 미국 국무장관 에드워드 리빙스턴.
- 1818년 - 미국의 남북전쟁 당시 남부동맹의 장군 피에르 보우리가드. (~1860년)
- 1879년 - 세르비아의 물리학자 밀루틴 밀란코비치. (~1958년)
- 1884년 - 체코슬로바키아의 정치인 에드바르트 베네시. (~1875년)
- 1892년 - 나치 독일의 친위대 SS상급대장 제프 디트리히. (~1898년)
- 1900년 - 일제강점기의 공산주의자, 독립운동가 박헌영. (~1955년)
- 1908년 - 영국의 소설가 이언 플레밍. (~1964년)
- 1912년 - 자오이디. (~2000년)
- 1923년 - 오스트리아의 작곡가 리게티 죄르지. (~2006년)
- 1924년 - 대한민국의 비전향 장기수 황용갑.
- 1930년
  - 대한민국의 군인 겸 정치가 박종규. (~1985년)
  - 미국의 천문학자 프랭크 드레이크. (~2022년)
- 1932년 - 대한민국의 사회기관단체인 박영숙. (~2013년)
- 1933년 - 대한민국의 군인 겸 기업인 이종대. (~2018년)
- 1935년 - 잉글랜드의 배우 앤 리드.
- 1940년 - 일본의 축구인 가타야마 히로시.
- 1946년 - 대한민국의 기업인, 정치인 안상수.
- 1947년 - 대한민국의 전 아나운서, 전 국회의원 박용호.
- 1950년 - 미국의 프로레슬링 선수 카말라. (~2020년)
- 1952년 - 대한민국의 배우 김영일.
- 1953년 - 대한민국의 배우 문성근.
- 1955년
  - 대한민국의 정치인 정성근.
  - 대한민국의 영화 감독 장길수.
- 1958년
  - 대한민국의 가수 전영.
  - 대한민국의 배우 오미희.
- 1959년 - 대한민국의 전직 서울특별시의원 김명수.
- 1960년 - 대한민국의 성우 장주영.
- 1962년 - 미국의 배우 제임스 마이클 타일러. (~2021년)
- 1965년 - 스웨덴의 레슬링 선수 토르비에른 코른바크.
- 1967년 - 대한민국의 범죄자 신창원.
- 1968년 - 오스트레일리아의 가수, 배우 카일리 미노그.
- 1969년 - 대한민국의 의원 이장우.
- 1971년
  - 대한민국의 전 기계 체조 선수, 현 체조 해설가 여홍철.
  - 미국의 정치인 마코 루비오.
  - 프랑스의 배우, 작가 이자벨 카레.
- 1973년 - 대한민국의 시인, 문학평론가 배재형.
- 1976년
  - 대한민국의 기자 이소정.
  - 미국의 성우, 더빙 감독 리엄 오브라이언.
- 1977년 - 대한민국의 전 야구 선수 박찬협.
- 1978년 - 대한민국의 배우 차승우.
- 1979년
  - 대한민국의 배우 김수환.
  - 대한민국의 야구 선수 이대환.
  - 독일의 권투 선수 제바스티안 쾨버.
  - 일본의 야구 선수 이가라시 료타.
- 1980년 - 대한민국의 희극인 강일구.
- 1981년
  - 대한민국의 야구 선수 마일영.
  - 대한민국의 아나운서 송지선. (~2011년)
  - 대한민국의 희극인 김형은. (~2007년)
  - 대한민국의 전 축구 선수 정재윤.
  - 대한민국의 희극인 이시온.
- 1982년 - 대한민국의 전 축구 선수 김민성.
- 1983년
  - 대한민국의 배우 허형규.
  - 미국의 축구 선수 스티브 크로닌.
- 1984년
  - 대한민국의 배우 장미인애.
  - 대한민국의 희극인 오나미.
  - 대한민국의 전 야구 선수 정재엽.
- 1985년
  - 영국의 배우 케리 멀리건.
  - 미국의 싱어송라이터 콜비 컬레이.
- 1986년
  - 대한민국의 발레리나 이상은.
  - 대한민국의 야구 선수 이재율.
- 1987년
  - 대한민국의 트로트 가수 지혜.
  - 대한민국의 축구 선수 한경인.
  - 일본의 성우 후치가미 마이.
- 1988년 - 일본의 배우 쿠로키 메이사.
- 1990년 - 잉글랜드의 축구 선수 카일 워커.
- 1991년
  - 대한민국의 축구 선수 지동원.
  - 프랑스의 축구 선수 알렉상드르 라카제트.
- 1992년
  - 일본의 축구 선수 시바사키 가쿠.
  - 잉글래드의 축구 선수 톰 캐롤.
  - 일본의 아이돌 히라지마 나츠미. (AKB48)
  - 일본의 모델, 아이돌, 배우 오카자키 치나미. (AKB48)
- 1993년 - 대한민국의 축구 선수 연제민.
- 1994년
  - 대한민국의 전 리듬 체조 선수 손연재.
  - 대한민국의 피아니스트 조성진.
  - 잉글랜드의 축구 선수 존 스톤스.
  - 대한민국의 방송인 주민정.
- 1995년 - 대한민국의 가수 이연.
- 1997년
  - 대한민국의 래퍼 펀치넬로.
  - 대한민국의 성우 김다빈.
- 1998년
  - 일본의 가수 사야시 리호 (모닝구무스메).
  - 대한민국의 가수 다현 (트와이스).
  - 대한민국의 뮤지컬 배우 임세령.
- 1999년
  - 대한민국의 야구 선수 곽빈.
  - 미국의 배우 캐머런 보이스.
  - 대한민국의 리그 오브 레전드 프로게이머 기인.
- 2000년
  - 잉글랜드의 축구 선수 필 포든.
  - 영국의 싱어송라이터 메이지 피터스.
- 2001년
  - 일본의 가수 사사키 리카코.
  - 대한민국의 배우 양경모.
- 2002년 - 대한민국의 가수 석매튜.
- 2004년 - 대한민국의 야구 선수 박권후.
- 2005년 - 대한민국의 프리스타일 스키 선수 신영섭.
- 2006년 - 대한민국의 배우 전진서.
- 2007년 - 중화인민공화국의 다이빙 선수 취안훙찬.

## 사망
- 1787년 - 오스트리아의 작곡가 레오폴트 모차르트. (1719년~)
- 1849년 - 영국의 소설가 앤 브론테. (1820년~)
- 1926년 - 영국의 의사 제임스 캔틀리 (1851년~)
- 1972년 - 영국의 국왕 에드워드 8세. (1894년~)
- 2003년 - 러시아계 벨기에의 화학자 일리야 프리고진. (1917년~)
- 2007년 - 대한민국의 배우 여재구. (1970년~)
- 2014년 - 미국의 기업인 맬컴 글레이저. (1928년~)
- 2018년
  - 스웨덴의 정치인 올라 울스텐. (1931년~)
  - 덴마크의 화학자 옌스 크리스티안 스코우. (1918년~)
- 2020년 - 대한민국의 군인 겸 정치인 이양호. (1937년~)
- 2021년 - 미국의 농구 선수 마크 이턴. (1957년~)
- 2022년
  - 미국의 영화배우 보 홉킨스. (1938년~)
  - 상투메 프린시페의 제10대 대통령 이바리슈투 카르발류. (1942년~)
  - 알바니아의 제6대 대통령 부야르 니샤니. (1966년~)
- 2023년
  - 대한민국의 배우 김석훈. (1929년~)
  - 미국의 천문학자 오언 깅거리치. (1930년~)
  - 대한민국의 소설가 최일남. (1932년~)
  - 오스트리아의 바이러스 학자 하랄트 추어 하우젠. (1936년~)
- 2025년
  - 대한민국의 정치인 강연호. (1955년~)
  - 덴마크의 작곡가 페르 뇌고르. (1932년~)
  - 대한민국의 성직자 유수일. (1945년~)
  - 캐나다의 소설가 응구기 와 티옹오. (1938년~)
  - 미국의 음악가 알 포스터. (1943년~)

## 기념일
- 부처님 오신 날 - 1993년, 2012년, 2031년, 2050년
- 더그의 몰락일(국경일): 에티오피아
- 국군의 날: 크로아티아
- 국기의 날: 필리핀
- 공화국의 날: 네팔
- 공화국의 날: 아제르바이잔, 아르메니아

## 같이 보기
- 전날: 5월 27일 다음날: 5월 29일 - 전달: 4월 28일 다음달: 6월 28일
- 음력: 5월 28일
- 모두 보기